# Amédée Bollée

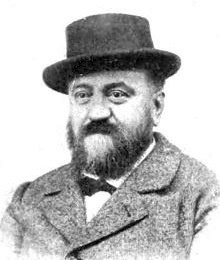
Amédée-Ernest Bollée.

Amédée-Ernest Bollée (11 de janeiro de 1844 - 20 de janeiro de 1917) foi um inventor e inventor francês especializado em carros a vapor. Depois de 1867, ele ficou conhecido como "Amédée père" para distingui-lo de seu filho de nome semelhante, Amédée-Ernest-Marie Bollée (1867-1926).

## Biografia

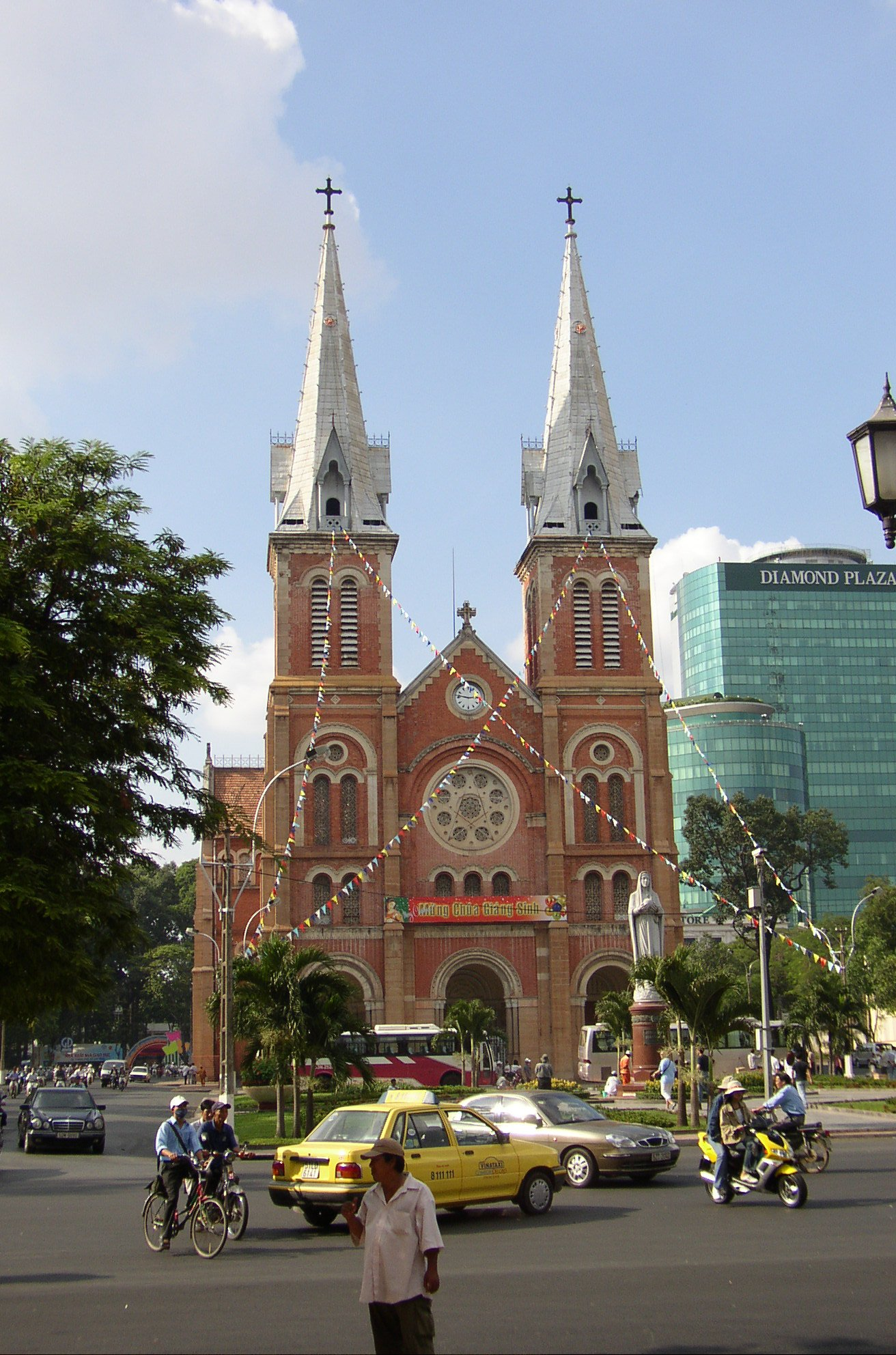
Notre-Dame de Ho Chi Minh com sinos de Bollée

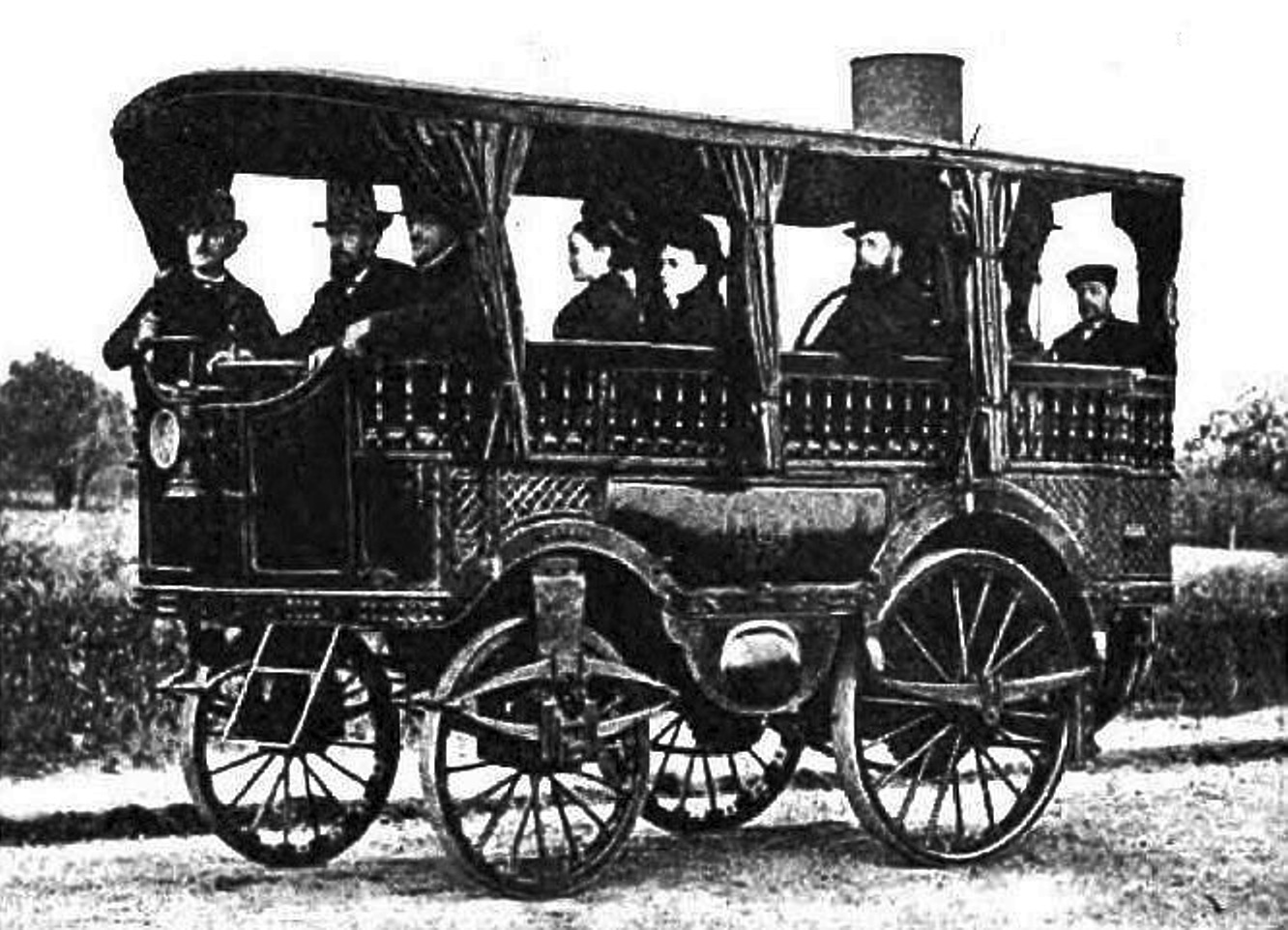
L'Obéissante, 1875

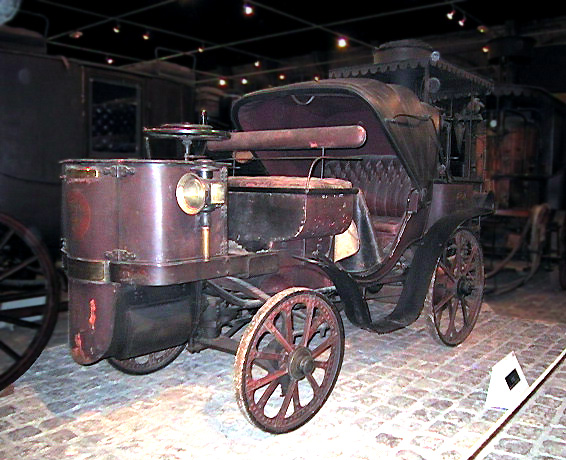
La Mancelle, 1878

Bollée era o filho mais velho de Ernest-Sylvain Bollée, um fundador e inventor que se mudou para Le Mans em 1842. Ele ficou gravemente doente na década de 1860 e foi obrigado a delegar o dia-a-dia de seus negócios para seus três filhos. Amédée-Ernest foi encarregada da fundição de sino, enquanto Ernest-Jules (1846-1922) supervisionou o negócio de aríetes hidráulicos e o filho mais novo, Auguste-Sylvain Bollée (1847-1906) assumiu o controle da fábrica de turbinas Eolienne Bollée.

## Veículos a vapor

### L'Obéissante
Amédée père fabricou seu primeiro veículo a vapor em 1873, e em 1875 seu L'Obéissante ("O Obediente") fez a primeira viagem entre Le Mans e Paris em 18 horas. L'Obeissante transportava 12 passageiros e tinha uma velocidade de cruzeiro de 30 km / h (19 mph) e uma velocidade máxima de 40 km / h (25 mph). Foi acionado por dois motores a vapor V-twin, um para cada roda traseira. O veículo original é preservado na coleção do Conservatório Nacional de Artes e Métodos de Paris.

### La Mancelle
Em 1878, a Amédée père projetou o Mancelle, considerado o primeiro automóvel a ser colocado em produção em série, sendo 50 produzidos no total. Ele possuía recursos avançados (para o período) como tração traseira (via eixo para o diferencial e, em seguida, via corrente para as rodas traseiras) e suspensão independente nas quatro rodas. O veículo original é preservado na coleção do Museu do Automóvel de Sarthe.

### Marie-Anne
As manifestações públicas de L'Obeissante e La Mancelle haviam garantido pedidos para a fábrica de Bollée, e Amédée père aceitou um pedido para um trem rodoviário concluído em 1879. Desenvolvendo 100 hp, o Marie-Anne possuía uma caixa de câmbio de três velocidades. capaz de rebocar 35 toneladas em uma inclinação de 6%.
A Marie-Anne tinha um design semelhante ao La Mancelle, com uma caldeira vertical montada nos motores dianteiros de tração traseira que transmitiam sua potência às rodas traseiras através de eixos e correntes. Uma proposta levava reservas de carvão e água.

### La Rapide
La Rapide ("Rapid") foi construído em 1881 e foi conhecido por atingir uma velocidade de 62 km / h (39 mph). La Rapide agrupou a caldeira, o motor e os controles na frente do veículo, possibilitando que ele fosse conduzido por um único operador.